# Podova
Podova este o localitate din comuna Rače - Fram, Slovenia, cu o populație de 306 locuitori.